# Wadelincourt (Ardennes)
Pour l’article homonyme, voir Wadelincourt (Belgique).
Wadelincourt (prononcé [wadlɛ̃kuʁ]) est une commune française située dans le département des Ardennes, en région Grand Est.

## Géographie

### Localisation
Le village jouxte Sedan.

### Communes limitrophes
Les communes limitrophes sont Balan, Cheveuges, Noyers-Pont-Maugis et Sedan.
| Sedan     | Sedan              | Sedan |
| Cheveuges | Wadelincourt       | Balan |
|           | Noyers-Pont-Maugis |       |

### Géologie et relief
Hydrogéologie et climatologie : Système d’information pour la gestion des eaux souterraines du bassin Rhin-Meuse :
Territoire communal : Occupation du sol (Corinne Land Cover); Cours d'eau (BD Carthage),
Géologie : Carte géologique; Coupes géologiques et techniques,
 Hydrogéologie : Masses d'eau souterraine; BD Lisa; Cartes piézométriques.

### Sismicité
Commune située dans une zone de sismicité faible.

### Hydrographie
La commune est dans le bassin versant de la Meuse au sein du bassin Rhin-Meuse. Elle est drainée par la Meuse et le ruisseau du Moulin de Wadelincourt,.
La Meuse, d'une longueur de 486 km, est un fleuve européen qui prend sa source en France, dans la commune du Châtelet-sur-Meuse, à 409 mètres d'altitude, et se jette dans la mer du Nord après un cours long d'approximativement 950 kilomètres traversant la France, la Belgique et les Pays-Bas. Elle s'écoule du sud vers le nord et longe la commune sur une longueur d'environ 0,3 km, constituant une limite séparative avec la commune de Balan à l'est.

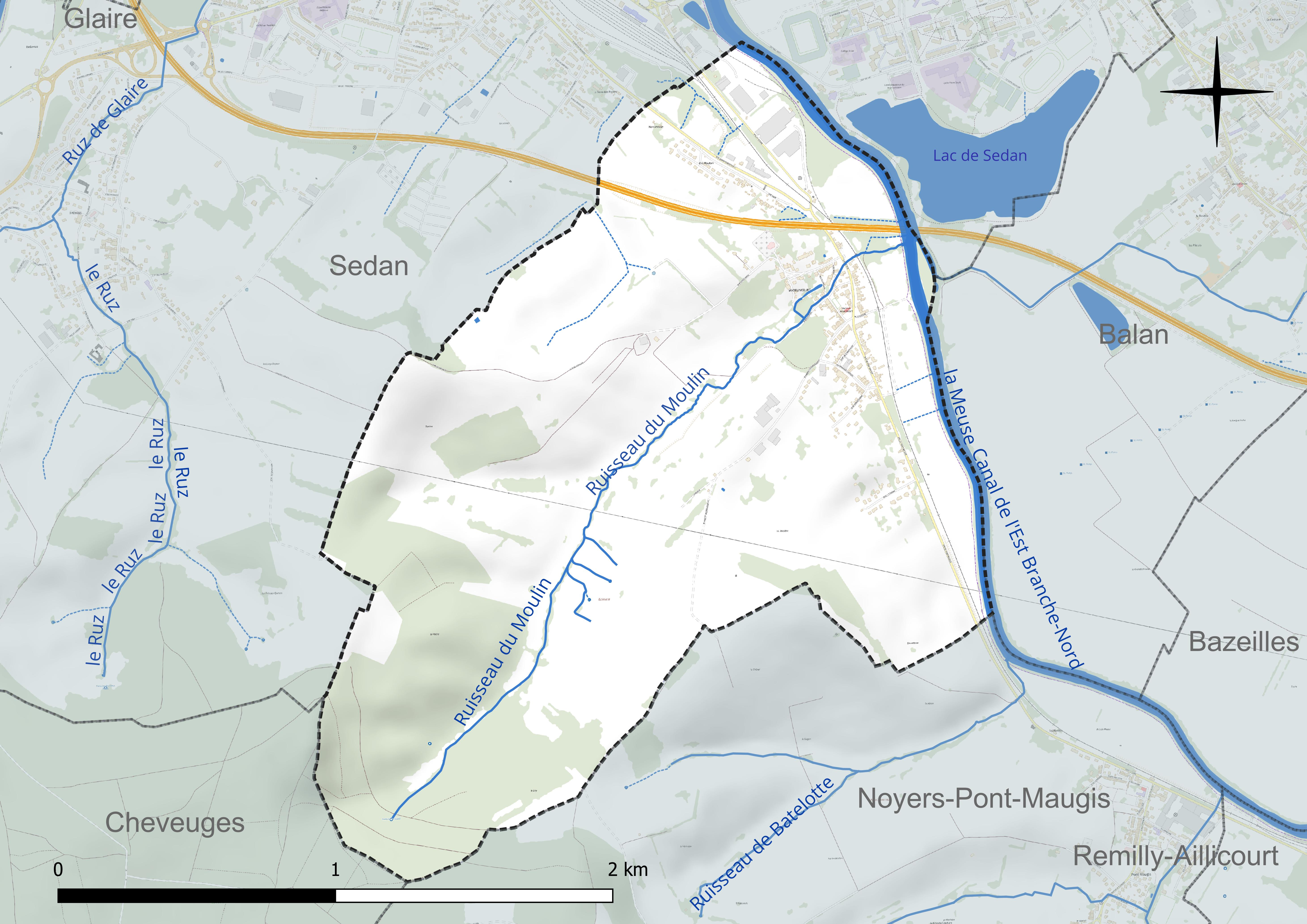
Réseau hydrographique de Wadelincourt.

### Climat
Pour des articles plus généraux, voir Climat du Grand Est et Climat des Ardennes.
En 2010, le climat de la commune est de type climat de montagne, selon une étude du Centre national de la recherche scientifique s'appuyant sur une série de données couvrant la période 1971-2000. En 2020, Météo-France publie une typologie des climats de la France métropolitaine dans laquelle la commune est exposée à un climat océanique altéré et est dans la région climatique Lorraine, plateau de Langres, Morvan, caractérisée par un hiver rude (1,5 °C), des vents modérés et des brouillards fréquents en automne et hiver.
Pour la période 1971-2000, la température annuelle moyenne est de 9,9 °C, avec une amplitude thermique annuelle de 15,7 °C. Le cumul annuel moyen de précipitations est de 906 mm, avec 13,3 jours de précipitations en janvier et 9,4 jours en juillet. Pour la période 1991-2020, la température moyenne annuelle observée sur la station météorologique de Météo-France la plus proche, « Douzy », sur la commune de Douzy à 7 km à vol d'oiseau, est de 10,5 °C et le cumul annuel moyen de précipitations est de 857,0 mm. 
La température maximale relevée sur cette station est de 40,3 °C, atteinte le 25 juillet 2019 ; la température minimale est de −14,8 °C, atteinte le 3 janvier 2004,,.
Les paramètres climatiques de la commune ont été estimés pour le milieu du siècle (2041-2070) selon différents scénarios d'émission de gaz à effet de serre à partir des nouvelles projections climatiques de référence DRIAS-2020. Ils sont consultables sur un site dédié publié par Météo-France en novembre 2022.

## Urbanisme

### Typologie
Au 1er janvier 2024, Wadelincourt est catégorisée commune rurale à habitat dispersé, selon la nouvelle grille communale de densité à 7 niveaux définie par l'Insee en 2022.
Elle appartient à l'unité urbaine de Sedan, une agglomération intra-départementale dont elle est une commune de la banlieue,. Par ailleurs la commune fait partie de l'aire d'attraction de Sedan, dont elle est une commune de la couronne,. Cette aire, qui regroupe 31 communes, est catégorisée dans les aires de moins de 50 000 habitants,.

### Occupation des sols

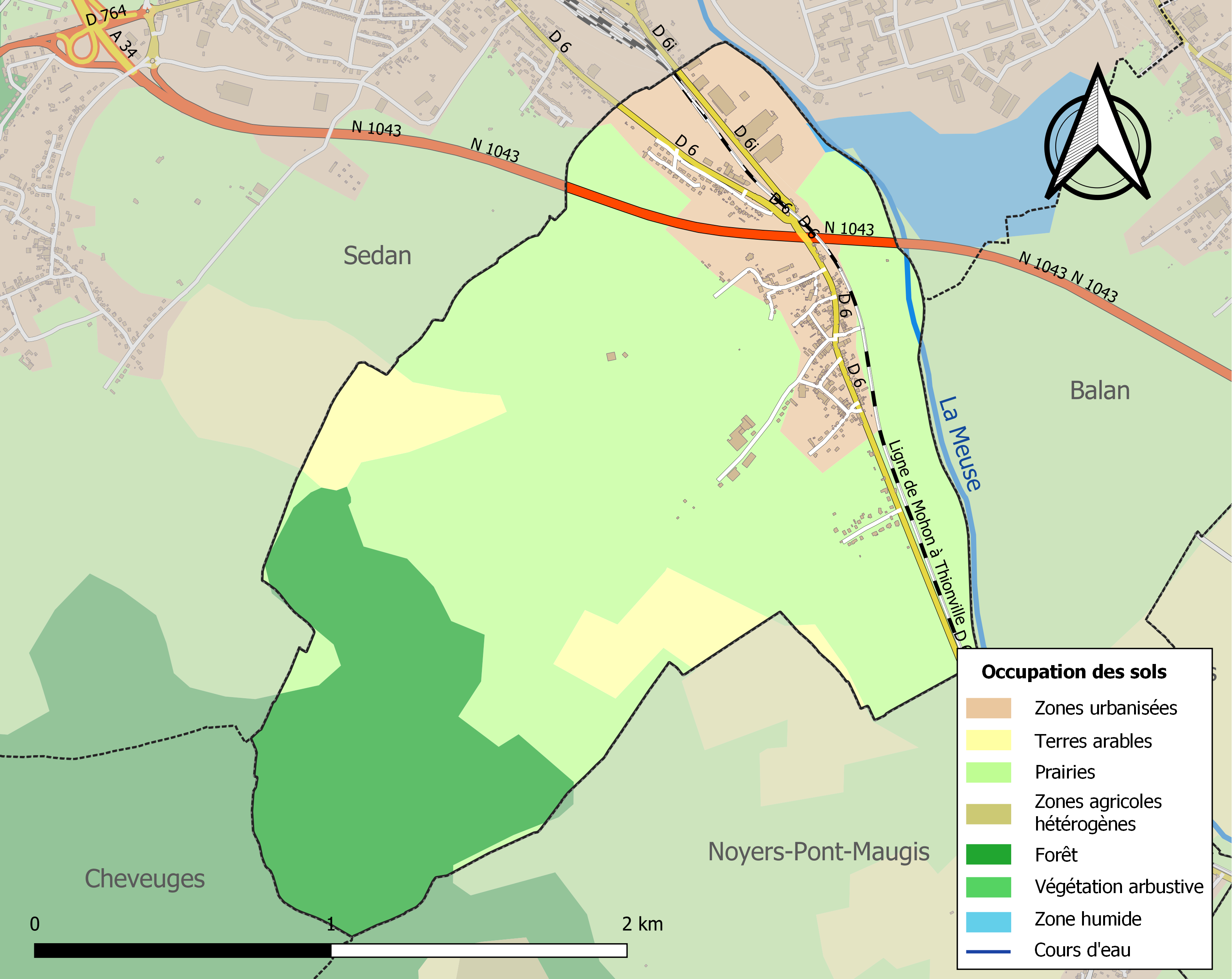
Carte des infrastructures et de l'occupation des sols de la commune en 2018 (CLC).

L'occupation des sols de la commune, telle qu'elle ressort de la base de données européenne d’occupation biophysique des sols Corine Land Cover (CLC), est marquée par l'importance des territoires agricoles (66,6 % en 2018), une proportion identique à celle de 1990 (66,6 %). La répartition détaillée en 2018 est la suivante : 
prairies (59,3 %), forêts (20,6 %), zones urbanisées (10 %), terres arables (7,4 %), zones industrielles ou commerciales et réseaux de communication (2,7 %), eaux continentales (0,1 %). L'évolution de l’occupation des sols de la commune et de ses infrastructures peut être observée sur les différentes représentations cartographiques du territoire : la carte de Cassini (XVIIIe siècle), la carte d'état-major (1820-1866) et les cartes ou photos aériennes de l'IGN pour la période actuelle (1950 à aujourd'hui).

### Habitat et logement
En 2018, le nombre total de logements dans la commune était de 233, alors qu'il était de 234 en 2013 et de 226 en 2008.
Parmi ces logements, 89,8 % étaient des résidences principales, 1,7 % des résidences secondaires et 8,5 % des logements vacants. Ces logements étaient pour 86,1 % d'entre eux des maisons individuelles et pour 13,5 % des appartements.
Le tableau ci-dessous présente la typologie des logements à Wadelincourt en 2018 en comparaison avec celle des Ardennes et de la France entière. Une caractéristique marquante du parc de logements est ainsi une proportion de résidences secondaires et logements occasionnels (1,7 %) inférieure à celle du département (3,5 %) et  à celle de la France entière (9,7 %). Concernant le statut d'occupation de ces logements, 80,3 % des habitants de la commune sont propriétaires de leur logement (81,2 % en 2013), contre 60,5 % pour les Ardennes et 57,5 % pour la France entière.
| Typologie                                               | Wadelincourt | Ardennes | France entière |
| ------------------------------------------------------- | ------------ | -------- | -------------- |
| Résidences principales (en %)                           | 89,8         | 85,1     | 82,1           |
| Résidences secondaires et logements occasionnels (en %) | 1,7          | 3,5      | 9,7            |
| Logements vacants (en %)                                | 8,5          | 11,4     | 8,2            |

### Voies de communications et transports

#### Voies routières
La commune est accessible depuis : 
- A203 Échangeurs Donchery, Vrigne au bois.
- A34 Échangeur Saint Marceau.

#### Transports en commun

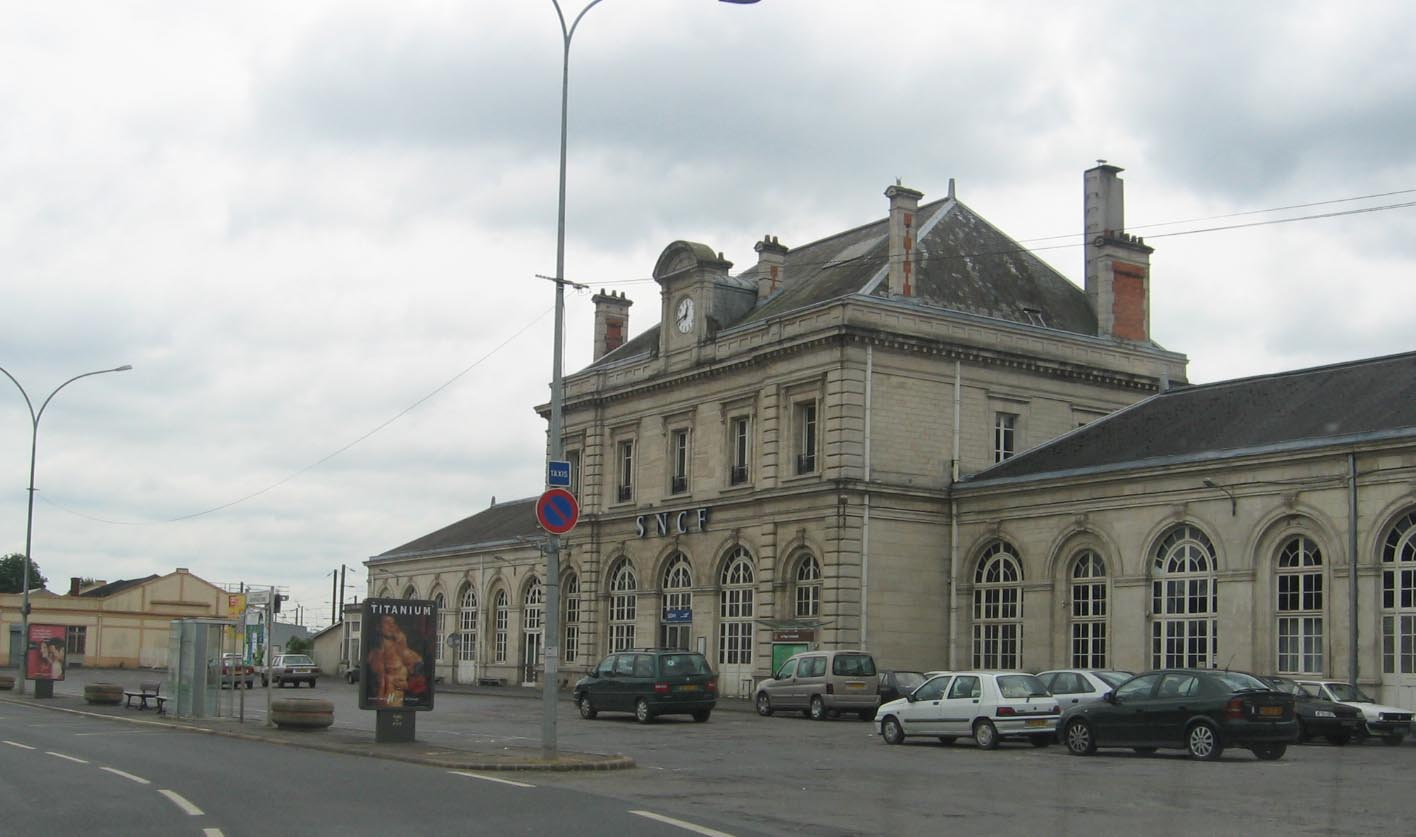
La Gare de Sedan.

Elle est desservie par le réseau d'autocard Fluo Grand Est

##### SNCF
La commune est traversée par la ligne de Mohon à Thionville, mais la station de chemin de fer la plus proche est la gare de Sedan, desservie par des TGV inOui en provenance ou à destination de Paris-Est (via notamment la LGV Est européenne, Reims et Charleville-Mézières, où ils effectuent un rebroussement), et des trains régionaux du réseau TER Grand Est (lignes de Reims à Metz-Ville et de Charleville-Mézières à Longwy

### Risques naturels et technologiques
Wadelincourt_est située dans une zone de sismicité faible.

## Toponymie
Nom de personne germanique Waldila(n) + cortem] = « le domaine de Wadelin » (conservation du « W » initial germanique en ardennais).
Formes au fil de l'histoire : Waudelancurtis en 1249, Wadelaincourt en 1300, Waudelincourt en 1317, Waudelaincourt vers 1325, Wadlincourt (1793), Wadelincourt (1801).

## Histoire

### Temps modernes
En 1641, lors de la bataille de la Marfée le village st entièrement brûlé par les troupes.

### Époque contemporaine
Seconde Guerre mondiale
Le 13 mai 1940, lors de la bataille de France, Wadelincourt brûle sous les bombardements de la Luftwaffe qui appuie le franchissement en cours de la Meuse par les Allemands du XIX. Armee-Korps (mot.) de Heinz Guderian qui comporte notamment la 10. Panzer-Division de Ferdinand Schaal. Dans l'après-midi, des éléments de cette division entament le franchissement de la Meuse devant Wadelincourt : une Stosstrupp (troupe de choc) du 1./Pionier-Bataillon 49 ainsi qu'une section de la 2./Schützen-Regiment 86 réussissent à franchir la Meuse en canot pneumatique devant le village bien que « l'artillerie [française] tire violemment sur [le] point de passage » et s'emparent de la première ligne de défense française comportant plusieurs casemates, une contre-attaque française menée peu après ne parvient pas à les rejeter et les Allemands enlèvent la deuxième ligne de casemates et se dirigent vers Wadelincourt, qu'ils occupent à 17 h 30 ce 13 mai 1940.
Les Allemands ont « agi avec une rapidité foudroyante, submergeant littéralement la ligne principale de résistance après les dernières torpilles ».
L'autre régiment d'infanterie de la 10. Panzer-Division, le Schützen-Regiment 69 dont l'attaque depuis Bazeilles a échoué, se déporte alors dans ce secteur. Parallèlement, les deux autres divisions du XIX. Armee-Korps (mot.) réussissent également à franchir la Meuse à Donchery et à Floing - Sedan, établissant une large tête de pont aboutissant à la Percée de Sedan, qui provoquera dans les jours suivant l'effondrement des armées alliés dans le Nord de la France et en Belgique.
Une habitante, née à Escombes-et-le-Chesnois le 26 mai 1898, décédée le 05 mai 2000 à Sedan, a été reconnue comme étant l'une des  Justes parmi les nations de France pour avoir sauvé des personnes juives persécutées par le régime nazi et le gouvernement de Vichy : Alice Laroche Ficher, institutrice à Wadelincourt (Remise de la médaille des Justes en 1994).

## Politique et administration

### Rattachements administratifs et électoraux

#### Rattachements administratifs
La commune se trouve depuis 1942 dans l'arrondissement de Sedan du département des Ardennes.
Elle faisait partie de 1801 à 1973 du canton de Sedan-Sud, année où elle intègre le canton de Sedan-Ouest. Dans le cadre du redécoupage cantonal de 2014 en France, cette circonscription administrative territoriale a disparu, et le canton n'est plus qu'une circonscription électorale.

#### Rattachements électoraux
Pour les élections départementales, la commune fait partie depuis 2014 du canton de Sedan-1
Pour l'élection des députés, elle fait partie de la troisième circonscription des Ardennes.

### Intercommunalité
Wadelincourt  était membre de la communauté de communes du Pays sedanais, un établissement public de coopération intercommunale (EPCI) à fiscalité propre créé fin 2000 et auquel la commune avait transféré un certain nombre de ses compétences, dans les conditions déterminées par le code général des collectivités territoriales.
Dans le cadre des orientations de la Réforme des collectivités territoriales françaises de 2010 qui prescrit la constitution d'intercommunalités de taille importante, cette intercommunalité a fusionné avec ses voisines pour former, le 1er janvier 2014, la communauté d'agglomération dénommée  Ardenne Métropole dont est désormais membre la commune.

### Liste des maires
| Période                                  | Période                       | Identité          | Étiquette | Qualité       |
| ---------------------------------------- | ----------------------------- | ----------------- | --------- | ------------- |
| Les données manquantes sont à compléter. |                               |                   |           |               |
| mars 2001                                | 2014                          | Roger Fourile     |           |               |
| 2014                                     | juillet 2020                  | François Bussière |           | Fonctionnaire |
| juillet 2020                             | En cours (au 2 décembre 2020) | Bruno Cuny        |           |               |

### Budget et fiscalité 2021
En 2021, le budget de la commune était constitué ainsi :
- total des produits de fonctionnement : 224 000 €, soit 476 € par habitant ;
- total des charges de fonctionnement : 149 000 €, soit 317 € par habitant ;
- total des ressources d'investissement : 42 000 €, soit 89 € par habitant ;
- total des emplois d'investissement : 34 000 €, soit 71 € par habitant ;
- endettement : 174 000 €, soit 371 € par habitant.

Avec les taux de fiscalité suivants :
- taxe d'habitation : 8,77 % ;
- taxe foncière sur les propriétés bâties : 35,61 % ;
- taxe foncière sur les propriétés non bâties : 19,51 % ;
- taxe additionnelle à la taxe foncière sur les propriétés non bâties : 0,00 % ;
- cotisation foncière des entreprises : 0,00 %.

Chiffres clés Revenus et pauvreté des ménages en 2020 : médiane en 2020 du revenu disponible, par unité de consommation : 22 510 €.

## Équipements et services publics

### Enseignement
Établissements d'enseignements :
- Écoles maternelles et primaires à Sedan, Noyers-Pont-Maugis.
- Collèges à Sedan, Douzy.
- Lycées à Sedan, Bazeilles.

### Santé
Professionnels et établissements de santé :
- Médecins à Sedan, Floing, Bazeilles, Donchery, Haraucourt, Vrigne-aux-Bois.
- Pharmacies à Sedan, Balan, Floing, Bazeilles, Donchery, Vrigne-aux-Bois, Douzy.
- Hôpitaux à Sedan, Charleville-Mézières, Nouzonville, Revin.

## Population et société

### Démographie

#### Évolution démographique
L'évolution du nombre d'habitants est connue à travers les recensements de la population effectués dans la commune depuis 1793. Pour les communes de moins de 10 000 habitants, une enquête de recensement portant sur toute la population est réalisée tous les cinq ans, les populations de référence des années intermédiaires étant quant à elles estimées par interpolation ou extrapolation. Pour la commune, le premier recensement exhaustif entrant dans le cadre du nouveau dispositif a été réalisé en 2006.

En 2022, la commune comptait 447 habitants, en évolution de −7,07 % par rapport à 2016 (Ardennes : −2,97 %, France hors Mayotte : +2,11 %).
| 1793 | 1800 | 1806 | 1821 | 1831 | 1836 | 1841 | 1846 | 1851 |
| ---- | ---- | ---- | ---- | ---- | ---- | ---- | ---- | ---- |
| 297  | 270  | 323  | 333  | 375  | 425  | 396  | 410  | 388  |

| 1866 | 1872 | 1876 | 1881 | 1886 | 1891 | 1896 | 1901 | 1906 |
| ---- | ---- | ---- | ---- | ---- | ---- | ---- | ---- | ---- |
| 444  | 459  | 477  | 492  | 519  | 555  | 523  | 478  | 480  |

| 1911 | 1921 | 1926 | 1931 | 1936 | 1946 | 1954 | 1962 | 1968 |
| ---- | ---- | ---- | ---- | ---- | ---- | ---- | ---- | ---- |
| 454  | 412  | 553  | 582  | 594  | 492  | 528  | 523  | 479  |

| 1975 | 1982 | 1990 | 1999 | 2006 | 2011 | 2016 | 2021 | 2022 |
| ---- | ---- | ---- | ---- | ---- | ---- | ---- | ---- | ---- |
| 519  | 477  | 529  | 526  | 545  | 518  | 481  | 451  | 447  |

### Cultes
- Culte catholique, Paroisse Saint Laurent[38], Diocèse de Reims.

## Économie

### Entreprises et commerces

#### Agriculture
- Culture de céréales, de légumineuses et de graines oléagineuses.
- Culture et élevage associés.
- Élevage d'autres bovins et de buffles.

#### Tourisme
- Hébergements et restauration à Sedan, Bazeilles, La Moncelle, Thélonne, Floing.

### Commerces
- Usine de construction métallique de la société des Constructions Métalliques de Provence[39].
- Tissage de drap (Draperies sedanaises)[40].

## Culture locale et patrimoine

### Lieux et monuments

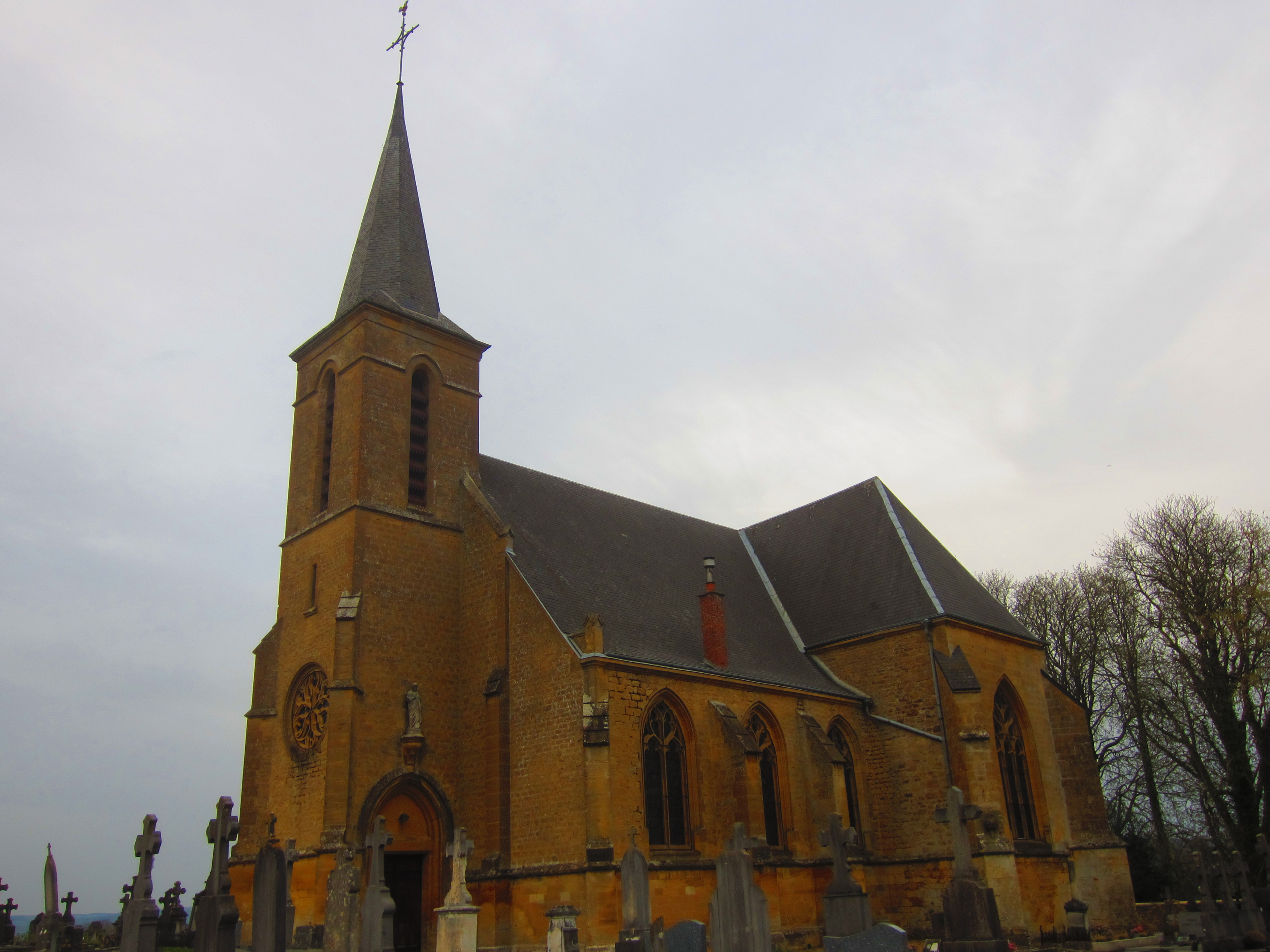
Église Notre-Dame.
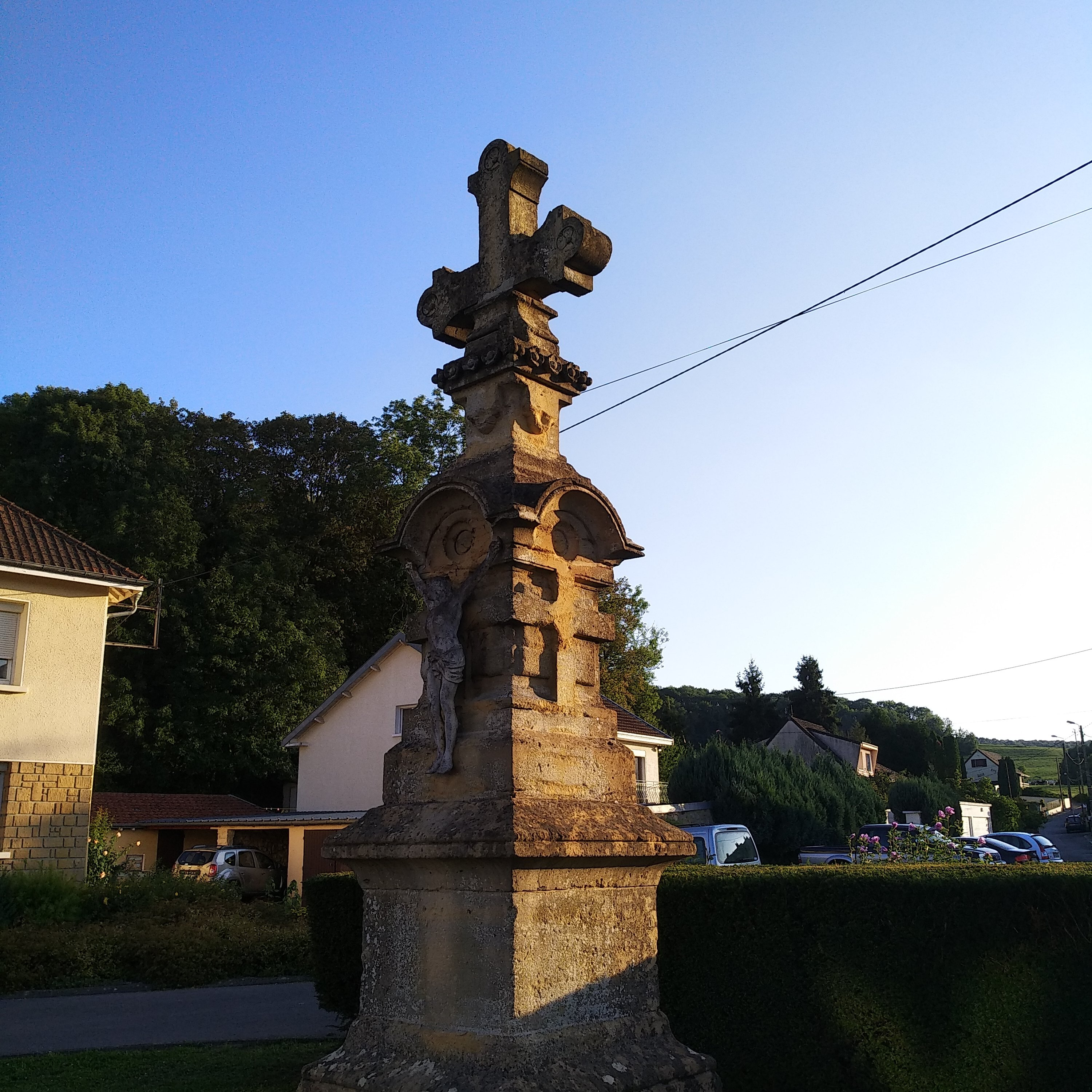
Le Calvaire, place du Calvaire.

- Église Notre-Dame[41],[42], XIXe siècle et son mobilier[43]. La direction des travaux de restauration de l'église entre 1869 et 1898 a été assurée par Jean-Baptiste Couty et A. Quinet, architectes[44].

Maître-autel (style néo-gothique).
Ensemble autels secondaires de la Vierge et de saint Blaise (style néo-gothique).
Chaire à prêcher.
Statue (petite nature) : saint Éloi (œuvre disparue).
Statue saint Blaise.
Statue Vierge à l'Enfant.
Fonts baptismaux (style néo-gothique).
Cloches de 1788 et 1921.
- Le Calvaire.
- Monument aux morts[53] : Conflits commémorés : Guerres 1914-1918 - 1939-1945.
- Cimetière militaire et mémorial américain[54] en mémoire des soldats de la 1ère division US tombés à Sedan le 6 novembre 1918.

### Héraldique
| Blason de Wadelincourt (Ardennes) | Blason  | De sinople à la fasce ondée d’argent, à la bande de gueules brochant sur le tout, chargée d’une épée franque aussi d’argent garnie d’or, pointe en bas, et accompagnée de deux quatrefeuilles du même percées. |
| Blason de Wadelincourt (Ardennes) | Détails | Le statut officiel du blason reste à déterminer. |

## Pour approfondir